# Emetofobi
Emetofobi er en irrationel angst for opkast. Denne fobi kan også omfatte angst for kvalme, at kaste op i offentlighed, at se opkast eller se andre kaste op.